# Sebastian (Texas)
Sebastian è un census-designated place (CDP) degli Stati Uniti d'America della contea di Willacy nello Stato del Texas. La popolazione era di 1.917 abitanti al censimento del 2010.

## Geografia fisica
Sebastian è situata a 26°20′36″N 97°47′36″W (26.343249, -97.793347).
Secondo lo United States Census Bureau, il CDP ha una superficie totale di 4,33 km², dei quali 4,32 km² di territorio e 0,01 km² di acque interne (0,18% del totale).

## Società

### Evoluzione demografica
Secondo il censimento del 2010, la popolazione era di 1.917 abitanti.

### Etnie e minoranze straniere
Secondo il censimento del 2010, la composizione etnica del CDP era formata dall'85,71% di bianchi, lo 0,57% di afroamericani, lo 0,16% di nativi americani, lo 0% di asiatici, lo 0% di oceanici, l'11,63% di altre razze, e l'1,93% di due o più etnie. Ispanici o latinos di qualunque razza erano il 94,57% della popolazione.